# Casal de Santa Magdalena
|  | No s'ha de confondre amb Castell de Corbera de Llobregat. |

El Casal de Santa Magdalena o dels Barons de Corbera és un edifici de Corbera de Llobregat (Baix Llobregat), declarat bé cultural d'interès nacional.

## Història
Va ser construït al segle xv com a estatge de pelegrins i devots de Santa Magdalena.
El 1714, el castell de la baronia fou enderrocat per ordre de Felip V. En compensació, i sota reclamació del baró Josep Móra i Solanell, que no tenia lloc per a emmagatzemar els productes del camp (oli i vi), el rei li cedí la Casa de Pelegrins, a la que el baró li va afegir un pis i hi va fer diverses reformes. La possessió del casal fou objecte d'un llarg litigi entre la rectoria i el batlle, per un costat, i el baró, per un altre, i el 1817 els tribunals sentenciaren a favor del baró Antoni Maria de Ramon i de Riquer.
El darrer baró de Corbera, Pau Joan de Ramon i Jaubet, va morir el 1948 i el casal fou cedit al bisbat de Barcelona pels hereus.

## Arquitectura
De planta rectangular, fa 36 x 13 m i consta de planta baixa i dos pisos amb coberta de teulada àrab a dues vessants i un ràfec ceràmic. Si bé ha sofert diverses reconstruccions, encara conserva l'estil i caràcter original, així com la major part dels elements. Està fonamentat sobre la roca i construït amb gres vermell. A les quatre façanes té portals d'arc de mig punt, el de la façana est capçat per l'escut amb el corb, al·lusiu al llinatge dels Corbera. També hi ha finestres amb detalls ornamentals gòtics d'arc conopial, mentre altres són més sòbries i pràcticament no són decorades.
La reconstrucció de l'entrada i l'oratori de la casa, obra de l'arquitecte Jeroni Martorell, té molt caràcter.